# Snave
Snave is een plaats in de Deense regio Zuid-Denemarken, gemeente Assens. De plaats telt 207 inwoners (200). Het dorp maakt deel uit van de parochie Dreslette.